# Democrazia contrattata
Per democrazia contrattata si intende quel sistema di accordi (non scritti, solamente formali) che il Partito Socialdemocratico di Germania del primo dopo-guerra aveva fatto con le varie componenti del consenso tedesco del '900 (cattolici, conservatori, ecc...) durante la creazione della Repubblica di Weimar.

## Cause e conseguenze della democrazia contrattata

### Cause
Nel Reichstag vigeva un sistema proporzionale puro senza alcuna soglia di sbarramento, dunque nel parlamento della Repubblica, era rappresentato un grande numero di partiti anche assai piccoli; ciò rendeva necessaria una coalizione tra tali partiti, difficile però da realizzare dato che molte frazioni avevano un'ideologia estremista.
Inoltre la stessa costituzione, scritta "a tavolino", dopo la fuga del Kaiser, da grandi intellettuali quali Max Weber, pur essendo molto moderna, presentava diversi limiti, in particolare i poteri si controbilanciavano in maniera troppo efficiente: il governo, spesso costretto ad operare senza l'appoggio di una maggioranza parlamentare, ricorreva al concetto dello stato di emergenza, che conferiva al Presidente un certo margine di azione per emettere decreti di emergenza che non necessitavano dell'appoggio del Parlamento (in base all'articolo 48 della Costituzione). Questo permetteva al Presidente e al capo del governo di risolvere i problemi amministrativi, ma alla lunga si trovava in sempre più evidente conflitto con i principi democratici che avevano ispirato la Costituzione. Il Parlamento, dal canto suo, ricorreva spesso allo strumento costituzionale della mozione di sfiducia per far cadere il governo, anche se poi non era in grado di accordarsi su un nuovo esecutivo; in seguito alle conseguenti crisi di governo venivano spesso indette elezioni anticipate. Questo portava al blocco e all'immobilismo di qualsiasi provvedimento.

### Conseguenze
A causa dei "contratti" stipulati con le varie correnti del consenso, l'SPD non fece mai azioni radicali, scontentando tutte le componenti poiché ciascuna si aspettava qualcosa in proprio favore: i conservatori, che vedevano nell'SPD socialista un fallimento, e i socialisti stessi, alcuni dei quali si divisero dal partito per creare il KPD nel 1919, protagonista, poco dopo, del biennio di conflitti sociali ispirati anche all'esperienza sovietica e che diedero adito ai Freikorps, di cui molti membri entreranno poi nelle SA ed SS, di imporre l'ordine pubblico con l'uso della forza.